# Сіфака
Сіфа́ки (однина "сіфа́ка"; малагасійська вимова: [ˈsifakə̥]) (Propithecus) рід лемурів родини індрієві з ряду приматів. Як і всі лемури, вони розповсюджені лише на острові Мадагаскар. Виживання усіх видів роду знаходиться під загрозою, а стан окремих видів оцінюється від вразливого до такого, що перебуває на межі зникнення.

## Етимологія назви
Назва "сифака" утворилася в результаті звуконаслідування вокалізації кількох видів роду, що населяють західні сухі ліси, яку вони видають у небезпечних ситуаціях і яка звучить як кілька послідовних, свистячих звуків схожих на"шіі-фак". Тварини видають ці звуки в різних стресових ситуаціях, таких як наявність людей, падіння дерев, наближення земних хижаків та у випадках агресії між членами групи.

## Загальні відомості
Сіфаки - це лемури середнього розміру, довжина тіла яких становить 40-55 см, а вага від 3 до 6 кг. Хвіст цих тварин такої ж довжини як і тіло, чим вони відрізняються від індрі. Шерсть довга й шовковиста, а її колір у різних видів сіфак може бути від жовтувато-білого до чорно-коричневого. Обличчя округле, без волосяного покриву і завжди чорного кольору.

Схема бокових стрибків сіфак під час пересування по землі.

Сіфаки рухаються, чіпляючись та стрибаючи між гілками дерев, вони підтримують вертикальне положення тіла, перестрибуючи з дерева на дерево і рухаючись між гілками. Ці лемури вправні дереволази і стрибуни, здатні стрибати на відстань до 10 метрів, перестрибуючи з одного дерева на інше. На землі сіфаки рухаються так само, як і усі індрієві боковими стрибками на задніх лапах, тримаючи передні кінцівки піднятими вгору задля підтримання балансу.

## Спосіб життя та екологія

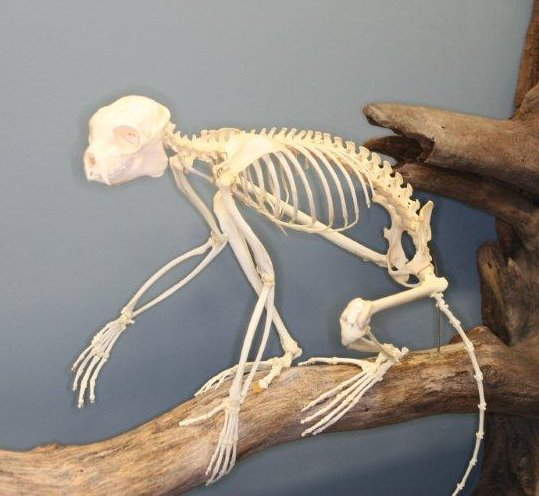
Скелет сіфаки

Сіфаки - рослиноїдні тварини і живляться переважно листям, квітами та фруктами. Час, вільний від споживання та пошуку їжі, тварини проводять, відпочиваючи серед гілок дерев. Сіфаки живуть групами до 13 особин. Вони мають визначену територію, яку позначають виділеннями з запашних залоз. Межі різних груп сіфак можуть перекриватися. Попри те, що тварини роду захищають свою територію від чужинців свого роду, вони мирно співіснують з іншими лемурами, такими як червоно-черевний лемур чи звичайний бурий лемур. Успішне захоплення чужої території, як правило, закінчується захопленням групи, винищенням самців та дітовбивством.

Сіфаки є жертвами деяких хижаків, найважливішим з яких є фоса, а також деяких хижих птахів. Втікаючи від хижаків, сіфаки зазвичай вдаються до спритних акробатичних маневрів серед гілок дерев на висоті. Разом з тим, відомі випадки, коли сіфаки активно оборонялися від нападників, кусаючи та дряпаючи їх, і навіть успішно відбилися від нападу мадагаскарського удава.

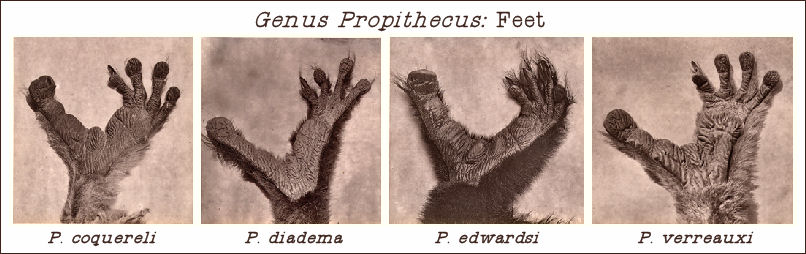
Будова стопи деяких видів роду

## Розмноження та тривалість життя
Як правило вагітність сіфак триває чотири - п'ять місяців, в кінці якої народжується одне дитинча. Одразу після народження малеча міцно тримається за шерсть на череві матері, згодом перебираючись на спину. Молоді тварини відлучаються від матері через шість місяців, досягаючи повної зрілості в віці двох - трьох років. Зазвичай життя тварин роду триває близько 20 років.

## Класифікація роду
- Родина Індрієві
  - Рід Індрі
  - Рід Авахі
  - Рід Propithecus[8]
    - Група P. diadema
      - Діадемовий сіфака, Propithecus diadema
      - Сіфака Мільне-Едварда, Propithecus edwardsi
      - Шовковистий сіфака, Propithecus candidus
      - Сіфака Пер’є, Propithecus perrieri

    - Група P. verreauxi
      - Сіфака Кокверела, Propithecus coquereli
      - Сіфака Верро, Propithecus verreauxi
      - Сіфака Ван дер Деккена, Propithecus deckenii
      - Коронований сіфака, Propithecus coronatus
      - Золотоголовий сіфака, Propithecus tattersalli

## Галерея

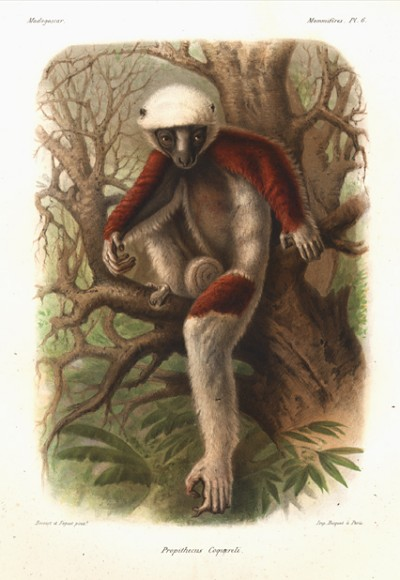
P. coquereli
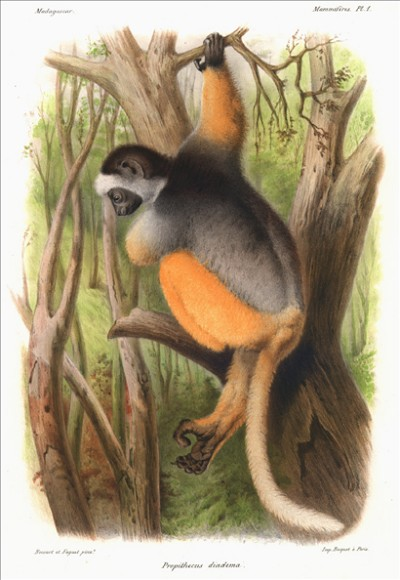
P. diadema
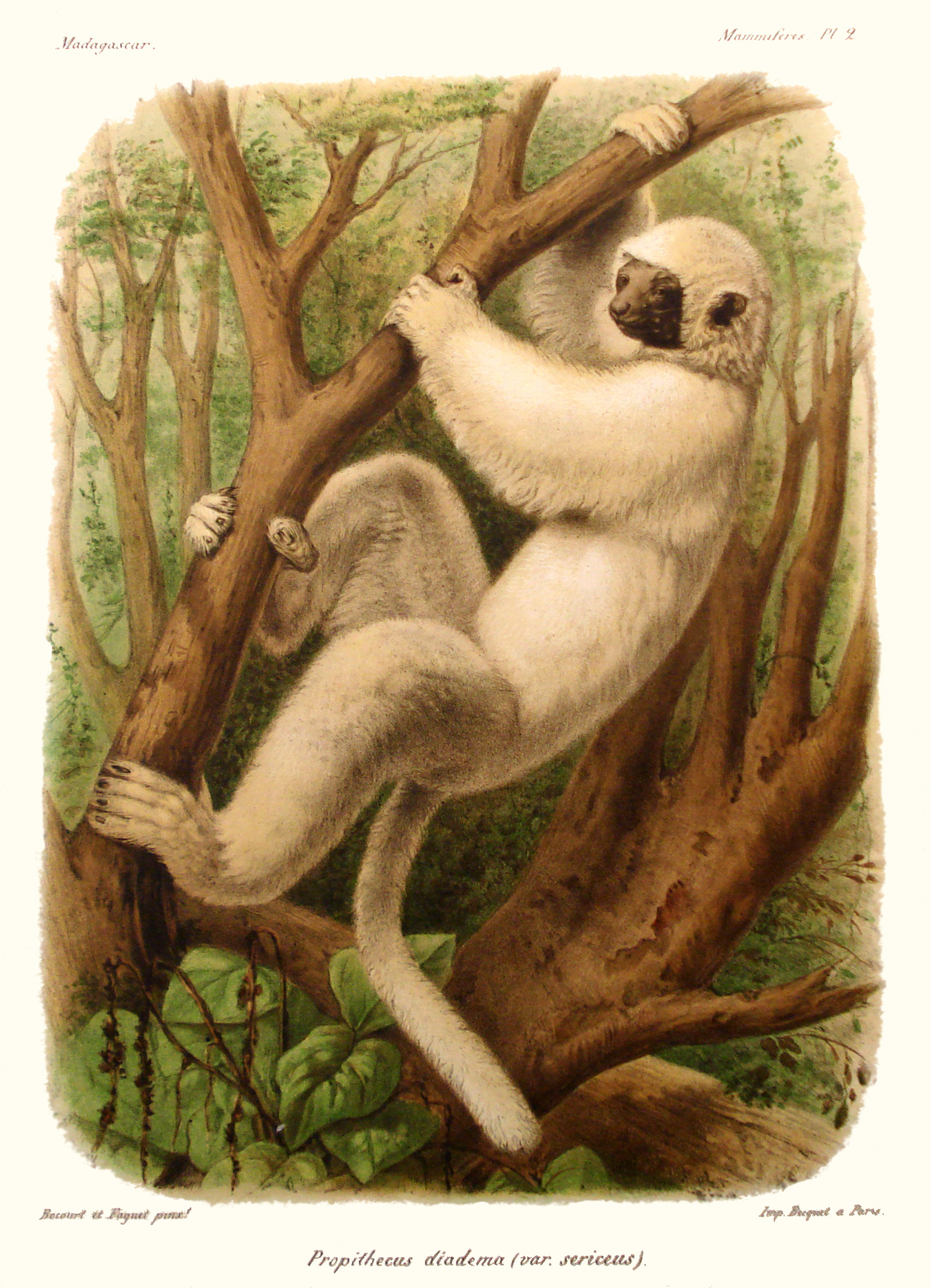
P. candidus
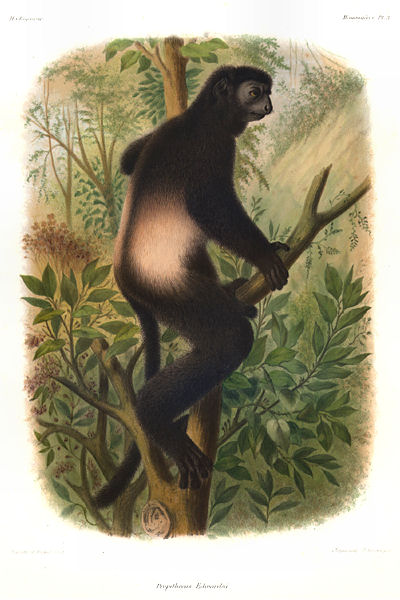
P. edwardsi

## Зовнішні посилання
- Primate Info Net Propithecus Factsheets
- New York Academy of Sciences Podcast
- National Geographic's Sifaka page